# Acura
Acura (рус. А́кура) — обособленное подразделение японского автопроизводителя Honda, выпускающее автомобили премиум-класса. Acura стал первым японским премиум-брендом, который на равных конкурировал на рынке США с европейскими производителями.

## Название и логотип
В основе названия бренда лежит морфема из латинского языка «Аку» (Acu — игла). Новое слово Acura, которое было образовано из этой морфемы, может означать «острый, заточённый». Логотип новой марки представляет собой видоизмененную букву «А» в виде кронциркуля – инструмента для точных измерений деталей, которым пользуются инженеры.

## История

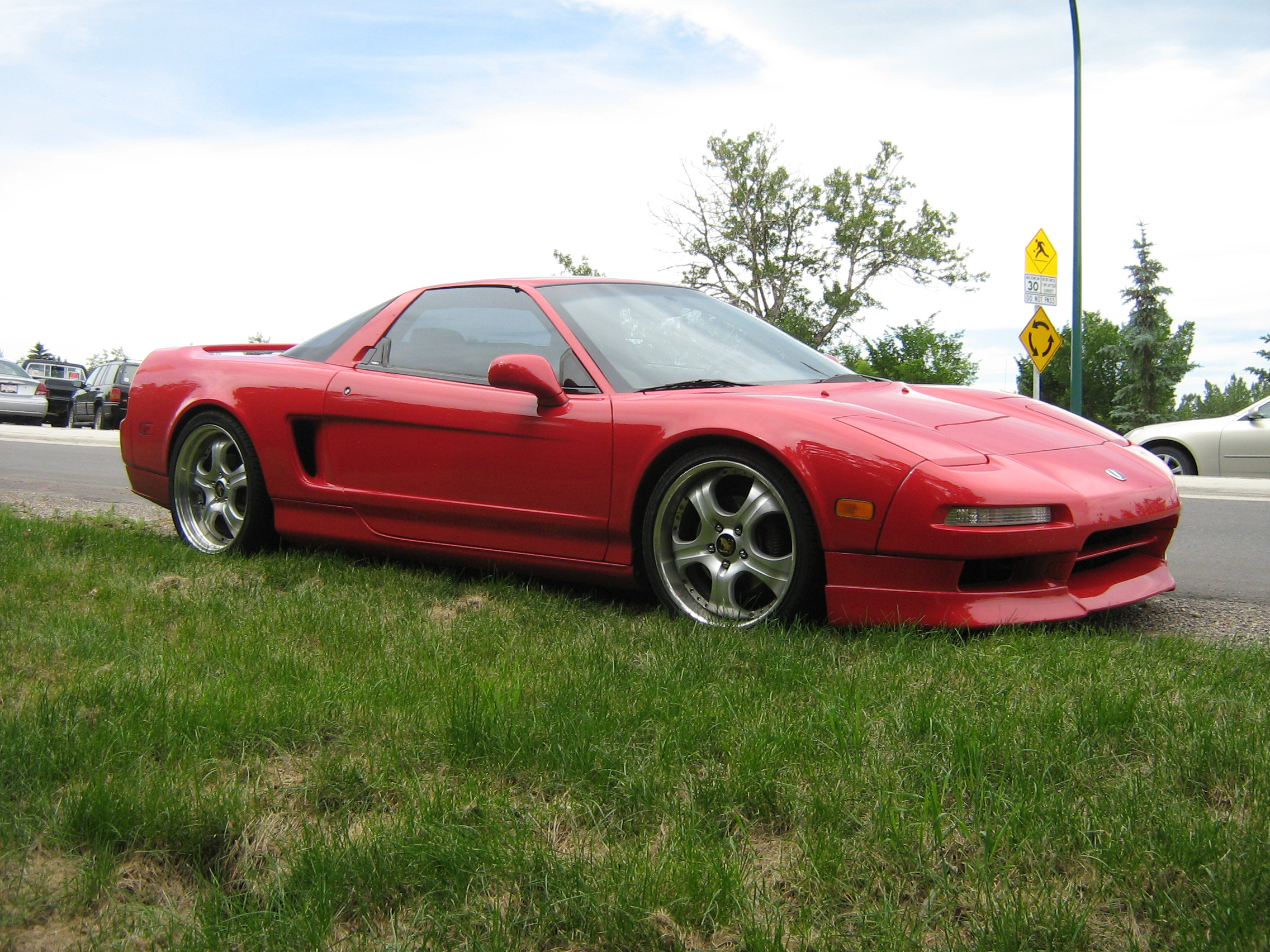
Acura NSX

История Acura начинается с февраля 1984 года, когда Honda подтвердила своё намерение выйти в новый сегмент рынка и создать новый бренд. В сентябре 1984 г. было объявлено его официальное название — Acura — которое пришло на смену внутреннему, Channel II.
27 марта 1986 года на территории США начали работу 60 дилерских центров Acura; первыми моделями, которые они предлагали, стали 3- и 5-дверный спортивный автомобиль Integra и роскошный седан Legend. За год было реализовано 52 869 автомобилей, а дилерская сеть расширилась до 150 центров.
Весной 1987 года был представлен Legend coupe, который сразу же получил награду авторитетного издания Motor Trend как «Лучший иностранный автомобиль года». В июне 1987 количество проданных автомобилей превысило отметку 100 000 штук. В декабре 1988 года количество дилерских центров Acura увеличилось до 285, а Legend стал самым продаваемым иностранным автомобилем премиум-класса на территории США.
В феврале 1989 года на Чикагском автосалоне был представлен первый японский суперкар — среднемоторный Acura NS-X (New Sportscar-eXperimental), который поступил в продажу в августе 1990 г. Это был первый в мире серийный автомобиль с алюминиевым шасси и кузовом, системой изменения фаз газораспределения и титановыми шатунами.
В ноябре 1991 года NSX получил две премии от журнала Automobile: «Лучший автомобиль года» и «Лучший дизайн года». В 1995 году в США представлен первый кроссовер под маркой Acura — SLX.
В январе 2000 года Acura представила первый среднеразмерный кроссовер — MDX — полностью спроектированный и построенный в США. Автомобиль уже в стандартном оснащении имел третий ряд сидений, раздельный климат-контроль и полный привод. В январе 2005 года Acura представила концепт компактного кроссовера RD-X, который сочетал в себе производительность спортивного седана и функциональность и практичность кроссовера.
В апреле 2009 на Нью-Йоркском автосалоне был представлен прототип провокационного купеобразного кроссовера Acura ZDX, который поступил в продажу в декабре того же года.
В 2012 году на Североамериканском международном автосалоне был представлен прототип нового поколения Acura NSX. Гибридный спорткар оснащен бензиновым двигателем V6 и тремя электромоторами, коробкой передач с двумя сцеплениями и фирменной системой полного привода SH-AWD.
В 2014 году Acura представила новый бизнес-седан TLX, который заменил сразу две модели, TL и TSX, а также начала продажи на территории США первого серийного гибридного автомобиля Acura — RLX Sport Hybrid SH-AWD.

## Acura в России
О выходе на российский рынок было объявлено в начале 2013 года, а официальная презентация бренда Acura состоялась в сентябре 2013 года. 26 апреля 2014 года открылись первые дилерские центры в Москве. Модельный ряд марки Acura в России насчитывал три модели: кроссоверы RDX, MDX и седан бизнес-класса TLX.
В апреле 2016 года было объявлено об уходе марки Acura с российского рынка, при этом поставки машин завершились в 2015 году. На момент объявления о прекращении продаж дилерская сеть марки состояла из двух автосалонов в Москве. Обслуживание проданных автомобилей Acura и Honda в России больше невозможно.

## Текущие модели
- ILX — компактный седан среднего класса;
- TLX — среднеразмерный спортивный седан бизнес-класса;
- RLX — представительский седан;
- CDX — компактный кроссовер;
- RDX — компактный кроссовер;
- MDX — среднеразмерный кроссовер;
- ZDX — электрический среднеразмерный кроссовер;
- ADX — компактный люксовый кроссовер.

## Прошлые модели

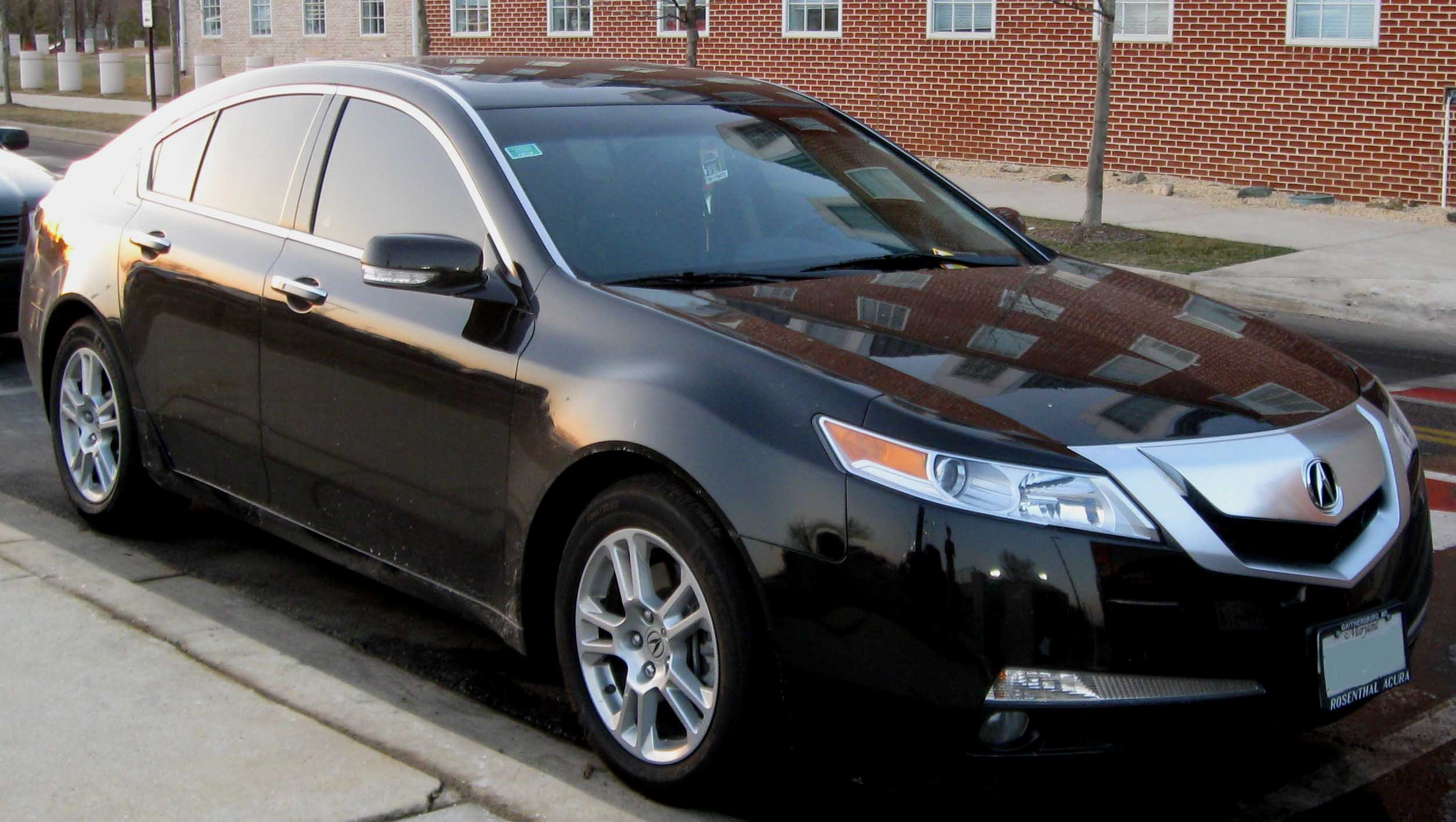
Acura TL

- CSX — компактный седан среднего класса (Аналог Honda Civic 4D) (2005—2011);
- RSX — спортивное купе (Аналог Honda Integra) (2001—2006);
- NSX — спорткар (Аналог Honda NSX) (1990—2005, третье поколение с конца 2013);
- CL — купе (1997—1999, 2001—2003);
- EL — среднеразмерный седан среднего класса (Аналог Honda Domani) (1997—2005);
- Integra — компактный спортивный седан и купе среднего класса (1985—2006);
- Vigor — компактный\среднеразмерный седан среднего класса (1981—1995);
- TSX — компактный спортивный седан\универсал среднего класса (Аналог Honda Accord для Европейского рынка);
- TL — среднеразмерный спортивный седан среднего класса;
- Legend — среднеразмерный седан бизнес-класса (1986—2005);
- RL — полноразмерный седан бизнес-класса (известен как «RL» в Северной Америке, «Legend» в остальном мире);
- SLX — среднеразмерный внедорожник (1997—1999 и 2001—2003);
- ZDX — среднеразмерный кроссовер\внедорожное купе.

## Модели, представленные на российском рынке
- Вследствие санкций, наложенных из-за вторжения России на Украину, представительство японских компаний закрыто. Хонда ушла с рынка России.[источник не указан 167 дней]